# مؤذن

المؤذن هو الشخص الذي يقوم بتأدية الأذان للصلوات الخمسة اليومية وصلاة الجمعة وفقاً للديانة الإسلامية.أول مؤذن في الإسلام كان الصحابي بلال بن رباح. ويشترط في المؤذِّن حسن الصوت وارتفاعه، كما يتطلب منه الانضباط للآذان للصلوات الخمس في مواعيدها.
تقليديا يقوم شخص حقيقي بأداء الأذان من أعلى المئذنة حيث يستوجب ذلك عُلُوّ صوت المؤذَّن ومقدرته على المناداة بصوت عال لأذان الصلاة خمس مرات في اليوم وما زال ذلك قائم في الكثير من المساجد في جميع أنحاء العالم الإسلامي . ولكن ومنذ ظهور المكبرات الصوتية الحديثة، بدء الاستعانة بتلك المكبرات للأذان.